# 龍源院
龍源院（りょうげんいん）は、京都市北区紫野大徳寺町にある臨済宗大徳寺派の寺院。大本山大徳寺の塔頭。本尊は釈迦如来。大仙院を本庵とする大徳寺北派に対して、南派の本庵とされている。

## 歴史
文亀2年（1502年）に東渓宗牧（）を開山として、能登守護の畠山義元、豊後守護の大友義長、周防守護の大内義興らが創建した。創建年次については永正元年（1504年）など諸説ある。大徳寺の塔頭の中では最も古いものである。
寺号の由来は大徳寺の山号である龍宝山（りゅうほうざん）の「龍」と中国・臨済宗松源派の祖・松源崇嶽（しょうげんすうがく）の禅を正しく継承し、臨済宗で唯一残っている松源一脈の「源」の2文字を採ったものである。
明治時代の初めに大阪・住吉大社内の慈恩寺と、岐阜県・高山城主だった金森長近が大徳寺内に建立した金竜院を合併している。

## 境内
- 方丈（重要文化財） - 本堂。永正14年（1517年）頃の建立。一重入母屋造・檜皮葺の建物[5]。日本の方丈建築としては古例の一つである。如拙門下周文の弟子等春の襖絵がある。室中（）襖絵の龍図は、作者や制作年代は不明だが、桃山時代から江戸時代の作といわれている。
- 方丈南庭「一枝坦（）」 - 1980年（昭和55年）に当時の住職が作庭した枯山水庭園。東渓禅師が師である実伝和尚から賜った「霊山一枝之軒（）」という室号から名付けられたもので、丸くかたどった大きな苔の島に石が立つ亀島が印象的な斬新な庭である。
- 玄関（唐門、重要文化財） - 永正14年（1517年）頃の建立。方丈へと至る切妻造・檜皮葺の玄関。
- 方丈北庭「龍吟庭（）」 - 方丈北側に広がる三尊石組からなる室町時代の枯山水庭園で、相阿弥の作庭という。中央の石組は須弥山を表し、青々とした杉苔は洋々たる大海を表している[3]。
- 開祖堂 - 開祖・東渓禅師の塔所となっている一重入母屋造り・檜皮葺きの建物で、南北朝時代・鎌倉時代・室町初期時代の禅宗様の粋を取り入れた昭和の代表作である。
- 開祖堂前庭「鶏足山」
- 茶室「参雨軒」
- 庫裏
- 庭園「東滴壺（）」 - 方丈と庫裏との間の狭小な空間につくられた壺庭。1960年（昭和35年）、鍋島岳生（）によって作庭された現代壺庭の傑作で、白砂敷きのなかに5つの石が3・2の石組みに分けて配されている。日本最小の庭園であるという。
- 庭園「滹沱底（）」 - 「阿吽の庭」とも呼ばれる。宗祖・臨済禅師が住した中国・鎮州城の南を流れる滹沱河から名付けられた白砂の庭で、阿吽の石と名付けられた2つの石は聚楽第の遺構といわれる。
- 表門（重要文化財） - 永正14年（1517年）頃の建立。切妻造・桧皮葺の四脚門。

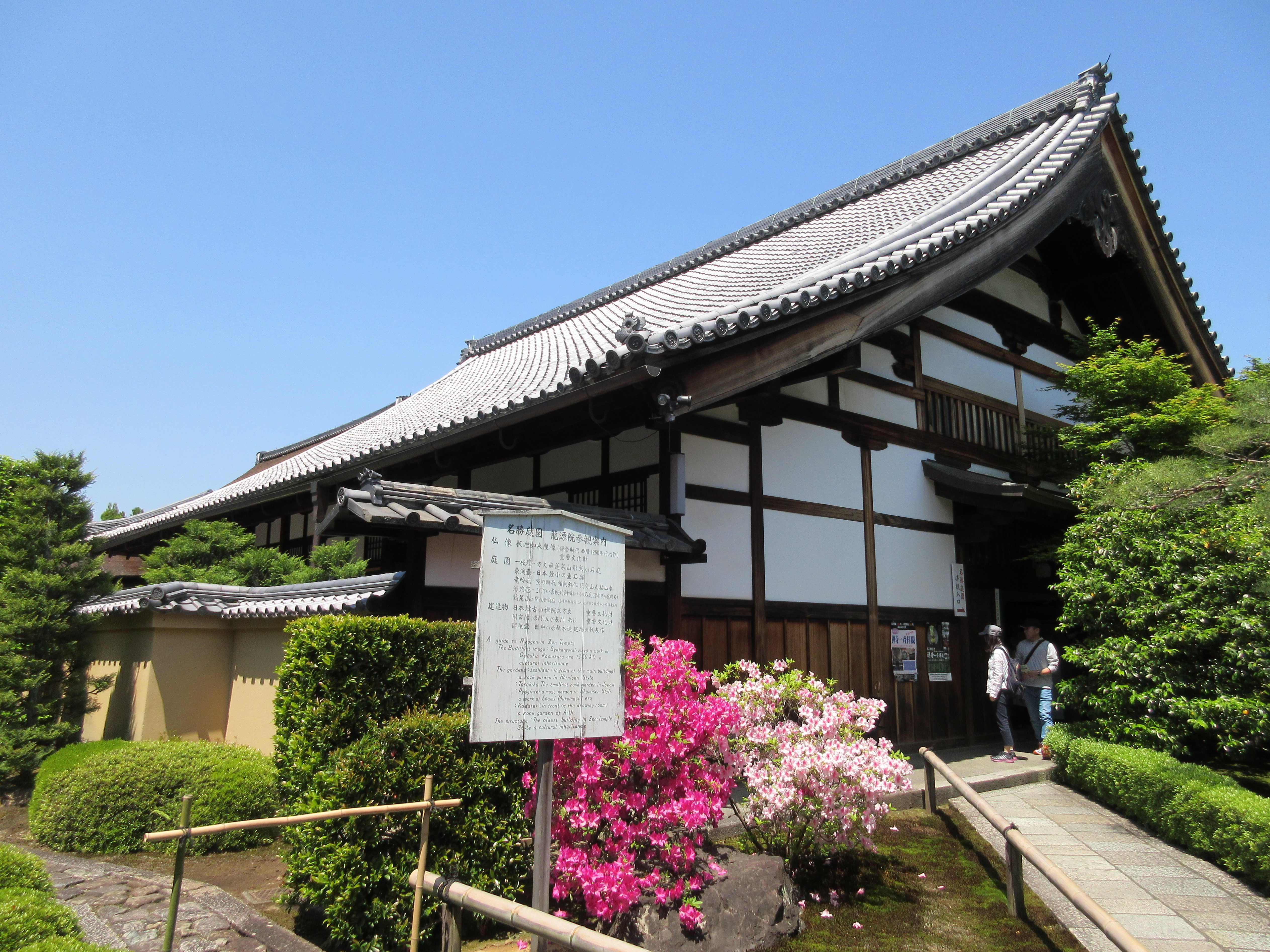
方丈（重要文化財）
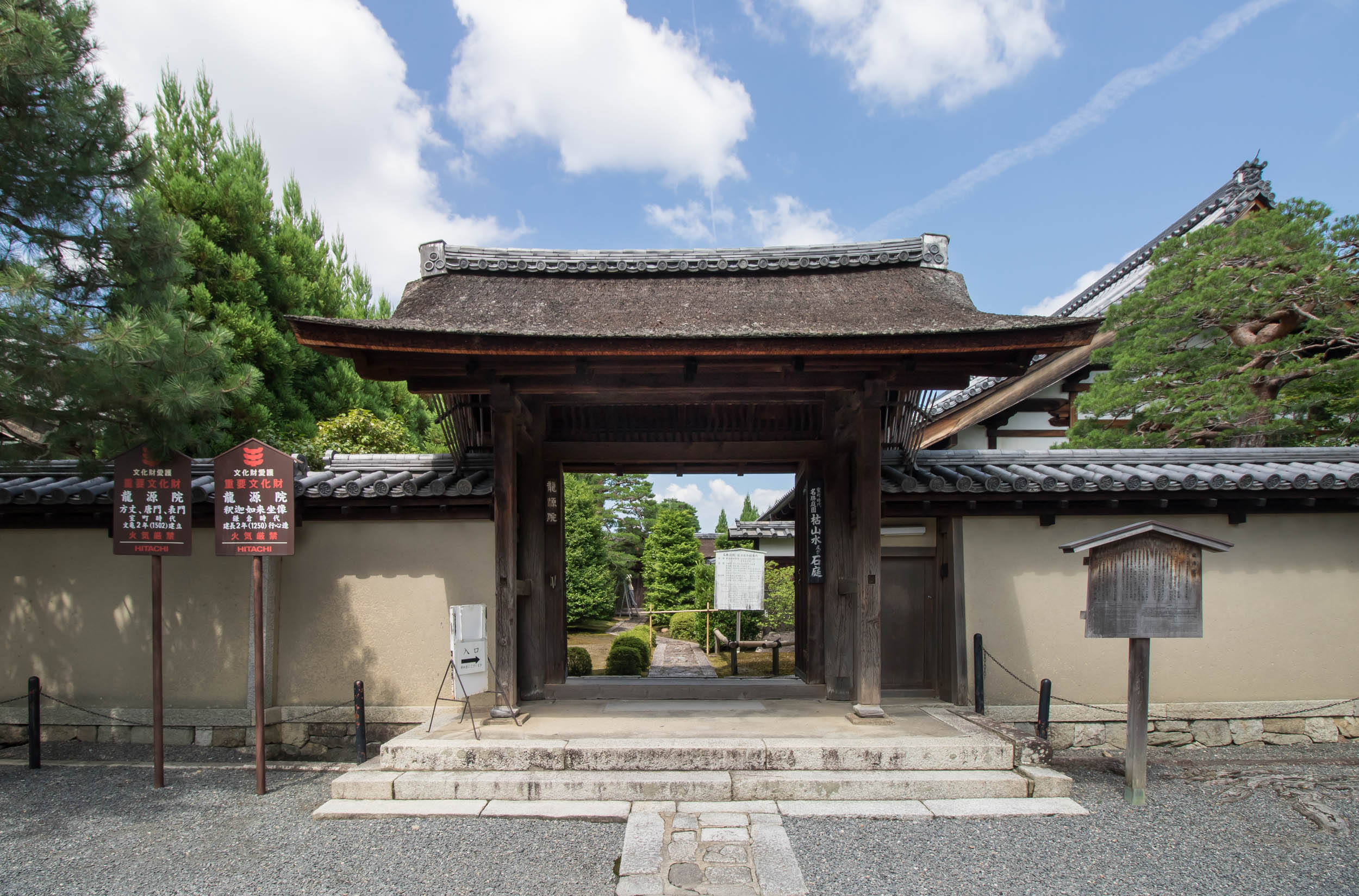
表門（重要文化財）
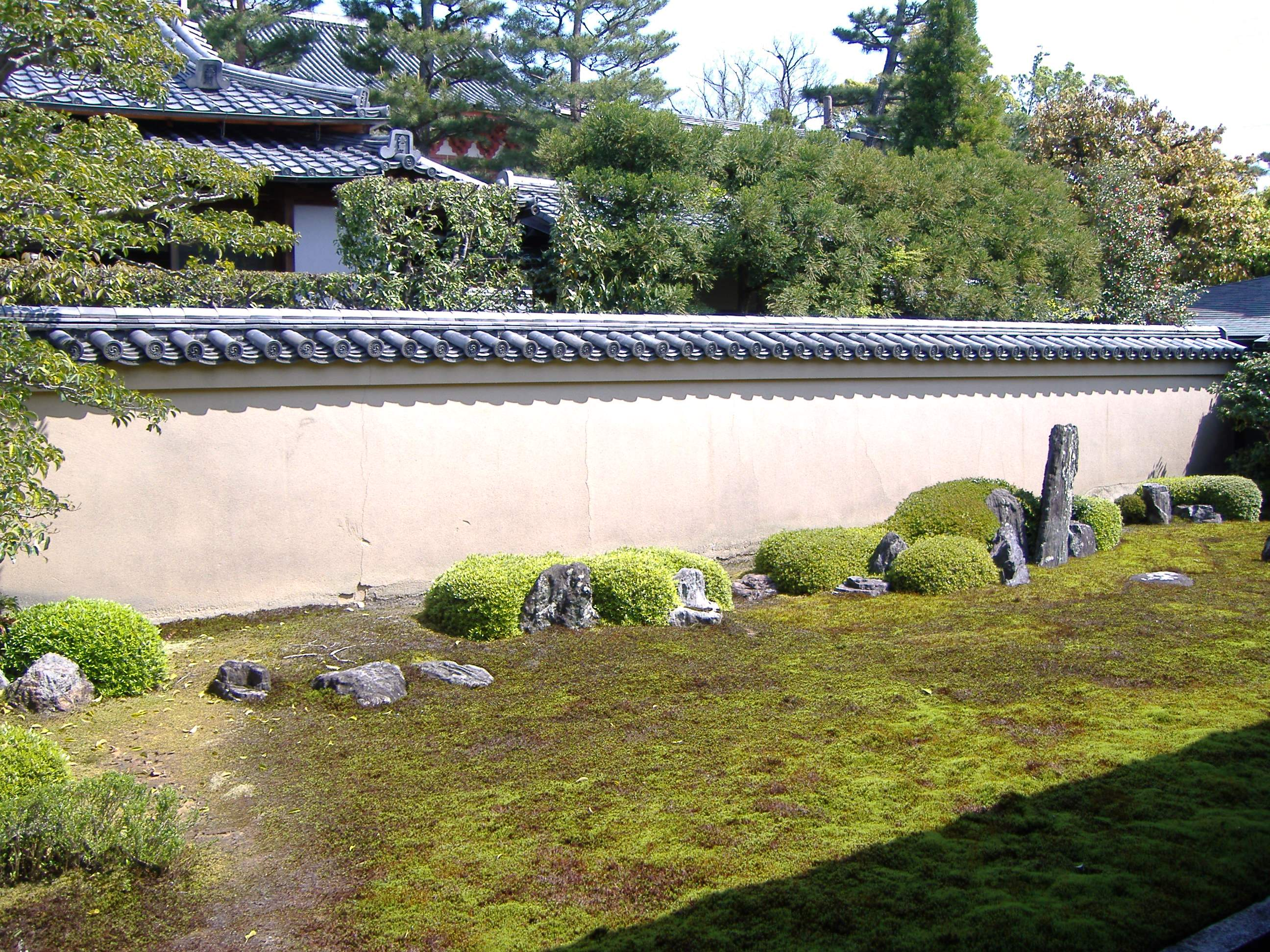
龍吟庭（）
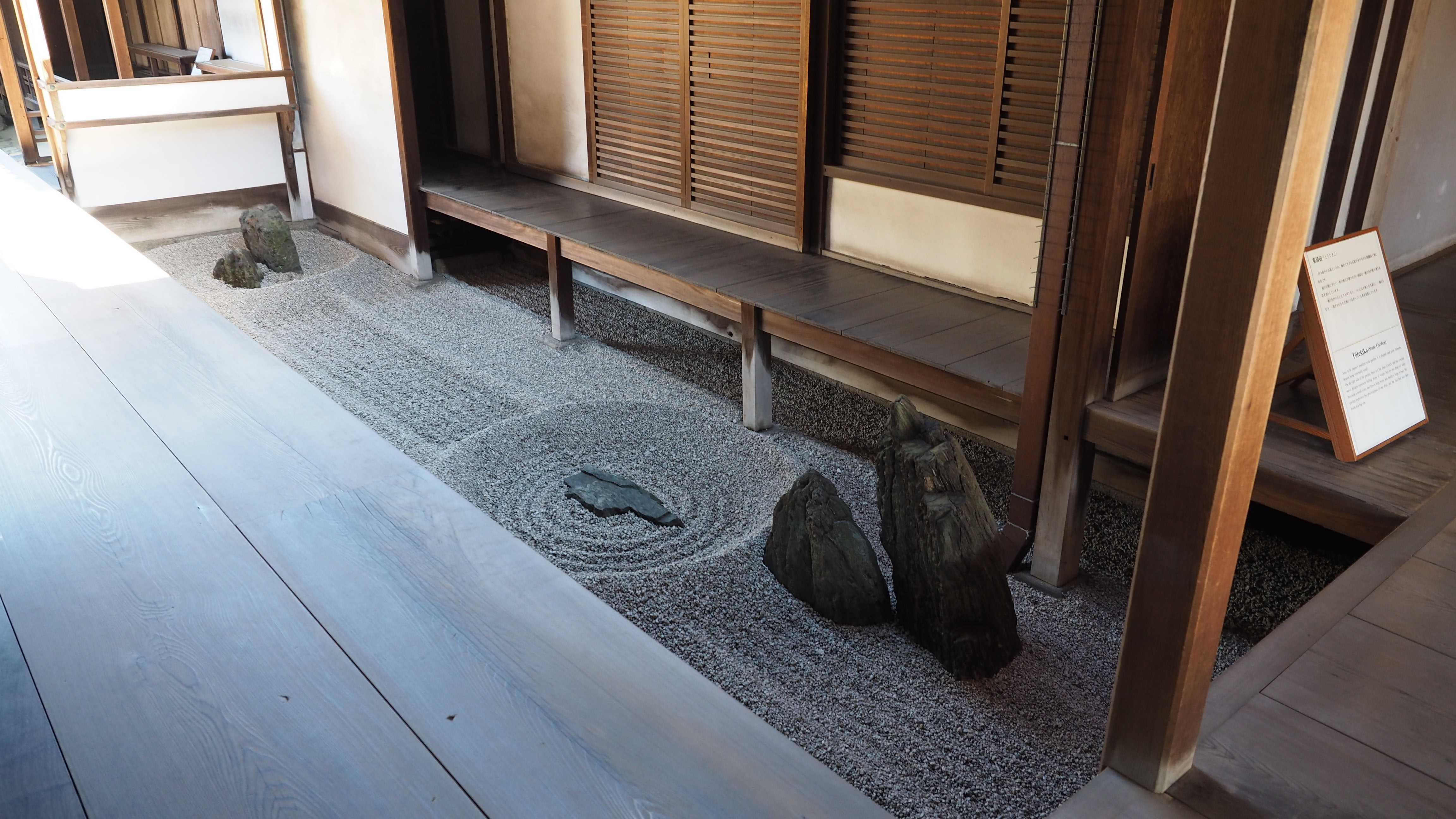
東滴壺（）

## 文化財

### 重要文化財
- 本堂（附：玄関）[5]
- 表門[6]
- 木造釈迦如来坐像 - 龍源院の創建より古い鎌倉時代の作で、建長2年（1250年）の快慶の弟子・行心作の銘がある[7][8]。京都八釈迦の1つに数えられる。

### 重要美術品
- 四方蒔絵碁盤・碁笥 - この碁盤で豊臣秀吉と徳川家康が対局したと伝わる。

### その他の文化財
- 列仙の図 - 方丈襖絵で、等春が描いたもの。
- 猿猴図 - 2幅で一対となっている掛幅で、長谷川等伯が描いたものと伝わる。
- 達磨図 - 中国禅宗の祖である達磨を描いたもので、江戸幕府の御用絵師だった狩野探幽が描いた。
- 白蔵主と月にむら雲 - 大阪の少林寺に伝わる白蔵主を、鈴木松年が描いた屏風。
- 種子島銃 - 天正11年（1583年）の銘により日本最古の種子島銃といわれる。

## アクセス
- JR京都駅より京都市バス・大徳寺前（約30分）下車、徒歩